# (37305) 2001 HF55
2001 HF55 (asteroide 37305) é um asteroide da cintura principal. Possui uma excentricidade de 0.07014700 e uma inclinação de 7.13014º.
Este asteroide foi descoberto no dia 24 de abril de 2001 por LINEAR em Socorro.